# Piscină

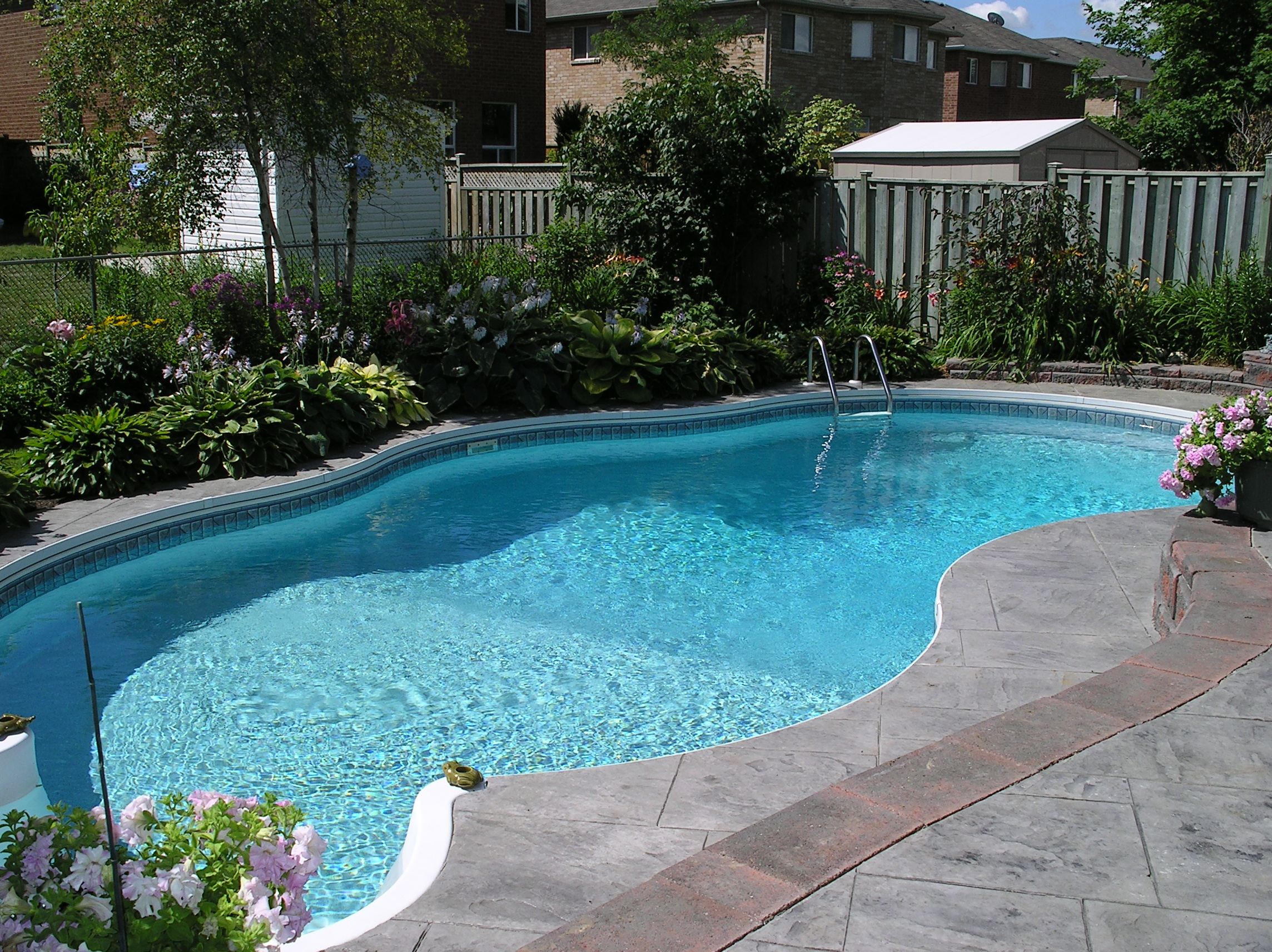
Piscină în curtea unei case

Piscina este un bazin creat artificial, umplut cu apă, dedicat înotului, relaxării sau diverselor terapii acvatice, precum și spațiul adiacent (plaja piscinei sau sala piscinei) împreună cu dotările tehnice și funcționale aferente.

## În România
În anul 2009, se estima că în România existau aproximativ 140.000 de piscine iar valoarea anuală a pieței de construcții de piscine se situa în jurul valorii de 10 milioane de euro, la un preț mediu de 7.000 de euro pentru o piscină de dimensiuni medii.
În anul 2008, piața era evaluată la 12-14 milioane de euro.
În anul 2002, piața de piscine din România a fost de 10 milioane de euro,
cu 800 de piscine vândute în total.
Prin comparație, în Ungaria, piața a fost de 100 de milioane euro.
În anul 2001, piața din România era de maxim 100 de piscine vândute anual, cu o valoare totală de 2 milioane dolari, față de 250.000 de bucăți pe an în SUA sau 175.000 în Canada.
Piscina este reprezentată printr-un container ce este umplut cu apă. Deseori prevăzută cu un sistem complex de filtrare a apei, aceasta permite activități acvatice precum înotul și alte activitati de recreere. Piscinele pot fi construite din mai multe tipuri de materiale: beton, piatră naturală, metal, plastic sau fibră de sticlă. Ca mărime, o piscină are atât măsuri standard cât și măsuri impuse de client.